# Arawakella gasci
Arawakella gasci är en insektsart som beskrevs av Marius Descamps 1977. Arawakella gasci ingår i släktet Arawakella och familjen Eumastacidae. Inga underarter finns listade i Catalogue of Life.